# Віри (Великопольське воєводство)
Віри (пол. Wiry) — село в Польщі, у гміні Коморники Познанського повіту Великопольського воєводства.
Населення — 2655 осіб (2011).
У 1975-1998 роках село належало до Познанського воєводства.

## Демографія
Демографічна структура станом на 31 березня 2011 року:
|          | Загалом | Допрацездатний вік | Працездатний вік | Постпрацездатний вік |
| -------- | ------- | ------------------ | ---------------- | -------------------- |
| Чоловіки | 1288    | 284                | 891              | 113                  |
| Жінки    | 1367    | 280                | 825              | 262                  |
| Разом    | 2655    | 564                | 1716             | 375                  |